# PharmaSat-1
PharmaSat-1 war ein vom Ames Research Center der NASA entwickelter Nanosatellit und ein Nachfolger der GeneSat-1-Mission.
Er wurde am 19. Mai 2009 mit einer Minotaur-1-Rakete vom Mid-Atlantic Regional Spaceport zusammen mit den Satelliten TacSat-3, AeroCube-3, HawkSat-I und CP6 in den Weltraum gebracht. Etwa 90 Minuten nach dem Start konnte der erste Funkkontakt über das S-Band-Kommunikationssystem aufgenommen werden. Der Satellit sollte das Verhalten von Antimykotika in der Schwerelosigkeit untersuchen, wofür ein miniaturisiertes Labor an Bord war, welches mit Hilfe von optischen Sensoren das Wachstum von Hefepilzen untersuchen sollte. Zusätzlich trug der Satellit einen Amateurfunksender, der auf der Frequenz 437,465 MHz einige Statusparameter des Satelliten live übertrug.
Im 14. August 2012 verglühte der Satellit in der Erdatmosphäre.